# Грабовський Микола Сергійович
Микола Сергійович Грабовський (16 травня 1954, Київ — 4 січня 2019, там само) — український поет, член Національної спілки письменників України.

## Життєпис
Народився 16 травня 1954 року у Києві. У 1979 році закінчив Київський радіомеханічний технікум. Ветеран Афганістану (1986—1987 рр.). Учасник бойових дій.
Поет, член Національної спілки письменників України (2005), заступник Голови Комітету секції літераторів-ветеранів війни і праці Ради Київської міської організації ветеранів, редактор літературно-публіцистичного альманаху «Пам'ять серця», розділ поезії.
Член Української Спілки ветеранів Афганістану. З 1997 року працює на громадських засадах заступником з питань культури Голови правління „Афгано-Чорнобильського братства «Побратими»“..

## Творчість
У творчості Миколи Грабовського переважає громадянська та філософська лірика. Важливе місце посідають спогади про події в Афганістані. Автор збірок поезій:
- 2002 — «Кут віддзеркалення»;
- 2003 — «Все о том же»;
- 2004 — «Афганская тетрадь», «Сузір'я діви»;
- 2005 — «Я спросил у сердца», «Правила игры»;
- 2006 — «Этюд для шарманки с оркестром»;
- 2009 — роман «Любка».

## Нагороди
Нагороджений медалями УСВА «За заслуги» 3-х ступенів та почесною відзнакою «Бойове братерство», почесною відзнакою Міністерства культури і мистецтв України «За багаторічну плідну працю в галузі культури», Міністерством освіти і науки України медаллю М. П. Драгоманова «За особистий вагомий внесок у розвиток університету», почесною відзнакою Міністерства з питань надзвичайних ситуацій, Міністерством транспорту та зв'язку України «За сумлінну службу» І ступеню, нагрудним знаком «Знак пошани» Київської мерії, знаком пошани Подільського району м. Києва, відзнакою «За заслуги» Дарницької районної ради з нагоди отримання статусу «Дарничанин року — 2009», орденом «Честь, пошана, пам'ять» Всеукраїнської Асоціації «Афганці Чорнобиля» та багатьма іншими пам'ятними, ювілейними медалями, нагрудними знаками.

###### Лауреат Всеукраїнських фестивалів
- Всеукраїнський фестиваль патріотичної пісні «Солдати миру проти війни» — І ступінь за найкращий авторський текст, Київ-2005
- «Афганістан звучить в моїй душі»  — ІІ місце, м. Миколаїв, 2008
- «Чорнобильські мотиви»  — І місце, м. Дніпропетровськ, 2008
- ІІ Міжнародного православного фестивалю духовно-патріотичної пісні «Душе моя, душе моя…» — ІІ місце
- Лауреат Всеукраїнського літературного конкурсу романів, п'єс, кіносценаріїв та пісенної лірики про кохання «Коронація слова — 2011 р.» — І премія в номінації «Пісенна лірика для дітей до 6-ти років» та інші.

## Видання
- Микола Грабовський. Для мене важливо дарувати людям пісню. // Ратник. 2004, 8 березня.
- Грабовский Николай. Этюд для шарманки с оркестром: Стихи. — К.: ПВП «Задруга», 2006. — 184 с. — ISBN 966-8282-89-2